# تيد كوهن
تيد كوهن (بالإنجليزية: Ted Cohen)‏ هو مدير تنفيذي موسيقي ‏ ومصور سينمائي أمريكي، ولد في 6 يناير 1949.